# Xanthodura hypocrypta
Xanthodura hypocrypta là một loài bướm đêm trong họ Geometridae.